# D'Auxy
D'Auxy was een Zuid-Nederlands en Belgisch adellijk geslacht dat de overdraagbare titel van graaf voerde. Soms werd ook de titel van markies gevoerd, voor het laatst in België in 1840 aan een d'Auxy toegekend.

## Adel verleend onder hetVerenigd Koninkrijk der Nederlanden
Leden van het geslacht werden in 1816 en in 1822 benoemd in Ridderschappen met de titel van graaf, overdraagbaar hetzij op alle afstammelingen, hetzij bij eerstgeboorte. Verschillende familietakken doofden uit in de negentiende eeuw en het hele geslacht is ten laatste in 1985 uitgestorven.

## Charles-Emmanuel d'Auxy de Neufville
Charles d'Auxy (Bergen, 15 april 1752 - Brussel, 24 april 1819) was een zoon van Charles-Edouard d'Auxy (1726-1787), heer van het graafschap van Wattou, en van Angelique de Romrée. Hij trouwde met gravin Amélie de Hochesteden (1752-1814). Onder het ancien régime was hij kapitein in het regiment van Murray, kamerheer van keizer Leopold en lid van de adel in de staten van Henegouwen. Ze kregen een enige zoon, Charles-Eugène d'Auxy (1783-1856), die met zijn vrouw drie kinderen had. Deze familietak doofde wat betreft de naamdragers uit in 1856. Een dochter, Coralie d'Auxy (1815-1885), trouwde met volksvertegenwoordiger Louis Goblet d'Alviella (1823-1867), met nageslacht.
Charles-Emmanuel kreeg in 1816 erkenning in de erfelijke adel met de titel van graaf, overdraagbaar op alle afstammelingen, en benoeming in de Ridderschap van de provincie Henegouwen.

## Philippe, genaamd Edouard d'Auxy de Fouleng
Edouard d'Auxy de Fouleng (Bergen, 7 januari 1854 - Fouleng, 24 oktober 1838) was een broer van Charles- Emmanuel. Hij trouwde in 1783 met Philippine de Pally (1760-1824). Ze kregen drie dochters en deze familietak doofde in 1838 uit wat betreft de mannelijke naamdragers en in 1876 wat betreft de vrouwelijke naamdragers.
Edouard kreeg in 1816 erkenning in de erfelijke adel met de titel van graaf, overdraagbaar bij eerstgeboorte, en benoeming in de Ridderschap van de provincie Henegouwen.

## Edouard-Eugène d'Auxy de Launois
Naast Charles-Emmanuel en Philippe-Edouard d'Auxy zou ook nog een derde broer, Edouard-Jérôme (1756-1814), in de erfelijke adel moeten opgenomen zijn. Hij was echter overleden vooraleer dit mogelijk was. De erkenning viel zijn beide zoons te beurt.
De eerste, Edouard-Eugène d'Auxy de Launois (Bergen, 19 maart 1789 - Launois, 11 september 1837), was de zoon van Edouard-Jerôme en Alexandrine-Rose de Wolff. Hij trouwde in 1818 met Pauline de Bousies (1798-1859). Ze hadden twee zoons die nageslacht hadden, maar dit niet belette dat de familietak in 1947, wat de mannelijke afstammelingen betreft, uitdoofde.
Hij was onderprefect van Namen onder het Franse keizerrijk. Onder het Verenigd Koninkrijk der Nederlanden werd hij kamerheer van koning Willem I der Nederlanden en gedeputeerde van de Provinciale Staten van Henegouwen.
Ook hij kreeg in 1816 erkenning van erfelijke adel met de titel van graaf, overdraagbaar op al zijn afstammelingen, met benoeming in de Ridderschap van de provincie Henegouwen.
Onder zijn kinderen had hij graaf Alberic d'Auxy de Launois (1836-1914), die historicus werd en een groot kenner was van de geschiedenis van Bergen en omstreken.

## Gaston d'Auxy
Een broer van Edouard-Eugène d'Auxy, was Gaston Charles Ange d'Auxy (Bergen, 10 januari 1800 - Frasnes, 5 juli 1867), doctor in de wetenschappen, economist en burgemeester van Frasnes-lez-Buissenal. Hij trouwde in 1862 met Félicité Paul (1822-1906). Ze hadden vijf zonen, waarvan slechts één trouwde en een dochter kreeg. Niet verwonderlijk dus dat ook deze tak is uitgedoofd.
Gaston d'Auxy werd in 1822 in de erfelijke adel erkend met de titel graaf, overdraagbaar op alle afstammelingen, samen met de benoeming in de Ridderschap van de provincie Henegouwen. In 1840 werd hem de titel markies verleend, overdraagbaar bij eerstgeboorte.